# مونتيزوما (كانساس)
مونتيزوما (بالإنجليزية: Montezuma, Kansas)‏ هي مدينة تقع في مقاطعة غراي، كانزاس بولاية كانساس في الولايات المتحدة. تبلغ مساحة هذه المدينة 1.97 (كم²)، وترتفع عن سطح البحر 845 م، بلغ عدد سكانها 966 نسمة في عام 2010 حسب إحصاء مكتب تعداد الولايات المتحدة وتصل الكثافة السكانية فيها 490.8 نسمة/كم2.

## التركيبة السكانية
قام مكتب تعداد الولايات المتحدة بتحديد بيانات التركيبة السكانية لمونتيزوما في تعداد الولايات المتحدة. في ما يلي، التركيبة السكانية حسب تعدادي 2000 و2010.

### تعداد عام 2000
بلغ عدد سكان مونتيزوما 966 نسمة بحسب تعداد عام 2000، وبلغ عدد الأسر 335 أسرة وعدد العائلات 235 عائلة مقيمة في المدينة. في حين سجلت الكثافة السكانية 1,365.0 نسمة لكل ميل مربع (527.0/كم2). وبلغ عدد الوحدات السكنية 362 وحدة بمتوسط كثافة قدره 511.5 نسمة لكل ميل مربع (197.5/كم2).
وتوزع التركيب العرقي للمدينة بنسبة 93.58% من البيض و 0.21% من الأمريكيين الأصليين و 0.21% من سكان جزر المحيط الهادئ و 2.28% من عرقين مختلطين أو أكثر.
بلغ عدد الأسر 335 أسرة كانت نسبة 32.2% منها لديها أطفال تحت سن الثامنة عشر تعيش معهم، وبلغت نسبة الأزواج القاطنين مع بعضهم البعض 62.1% من أصل المجموع الكلي للأسر، ونسبة 6.0% من الأسر كان لديها معيلات من الإناث دون وجود شريك، وكانت نسبة 29.6% من غير العائلات. تألفت نسبة 27.2% من أصل جميع الأسر من أفراد ونسبة 13.7% كانوا يعيش معهم شخص وحيد يبلغ من العمر 65 عاماً فما فوق. وبلغ متوسط حجم الأسرة المعيشية 3.13، أما متوسط حجم العائلات فبلغ 2.55.
بلغ العمر الوسطي للسكان 39 عاماً. وكانت نسبة 25.6% من القاطنين تحت سن الثامنة عشر، وكانت نسبة 8.4% بين الثامنة عشر والأربعة وعشرون عاماً، ونسبة 21.6% كانت واقعةً في الفئة العمرية ما بين الخامسة والعشرون حتى والأربعة وأربعون عاماً، ونسبة 15.6% كانت ما بين الخامسة والأربعون حتى الرابعة والستون، ونسبة 28.8% كانت ضمن فئة الخامسة والستون عاماً فما فوق. يوجد لكل 100 أنثى 79.9 ذكر، ويوجد لكل 100 أنثى في الثامنة عشر من عمرها فما فوق 73.7 ذكر.
بلغ متوسط دخل الأسرة في المدينة 36,719 دولار، أما متوسط دخل العائلة فبلغ 41,528 دولار. وكان متوسط دخل الذكور 31,500 دولار مقابل 23,750 دولار للإناث. وسجل دخل الفرد الخاص بالمدينة 19,052 دولار. وكانت نسبة 5.6% من العائلات ونسبة 11.0% من السكان تحت خط الفقر، وكان من هؤلاء نسبة 17.8% تحت سن الثامنة عشر ونسبة 6.2% في الخامسة والستين من العمر وما فوق.

### تعداد عام 2010
بلغ عدد سكان مونتيزوما 966 نسمة بحسب تعداد عام 2010، وبلغ عدد الأسر 366 أسرة وعدد العائلات 249 عائلة مقيمة في المدينة. في حين سجلت الكثافة السكانية 1,271.1 نسمة لكل ميل مربع (490.8/كم2). وبلغ عدد الوحدات السكنية 390 وحدة بمتوسط كثافة قدره 513.2 لكل ميل مربع (198.1/كم2).
وتوزع التركيب العرقي للمدينة بنسبة 95.7% من البيض و 0.9% من الأمريكيين الأصليين و 0.1% من الأمريكيين الأفارقة و 0.8% من عرقين مختلطين أو أكثر.
بلغ عدد الأسر 366 أسرة كانت نسبة 30.1% منها لديها أطفال تحت سن الثامنة عشر تعيش معهم، وبلغت نسبة الأزواج القاطنين مع بعضهم البعض 59.6% من أصل المجموع الكلي للأسر، ونسبة 5.7% من الأسر كان لديها معيلات من الإناث دون وجود شريك، بينما كانت نسبة 2.7% من الأسر لديها معيلون من الذكور دون وجود شريكة وكانت نسبة 32.0% من غير العائلات. تألفت نسبة 28.7% من أصل جميع الأسر من أفراد ونسبة 16.1% كانوا يعيش معهم شخص وحيد يبلغ من العمر 65 عاماً فما فوق. وبلغ متوسط حجم الأسرة المعيشية 3.14، أما متوسط حجم العائلات فبلغ 2.50.
بلغ العمر الوسطي للسكان 36.8 عاماً. وكانت نسبة 24.9% من القاطنين تحت سن الثامنة عشر، وكانت نسبة 8.1% بين الثامنة عشر والأربعة وعشرون عاماً، ونسبة 24.4% كانت واقعةً في الفئة العمرية ما بين الخامسة والعشرون حتى والأربعة وأربعون عاماً، ونسبة 19.1% كانت ما بين الخامسة والأربعون حتى الرابعة والستون، ونسبة 23.5% كانت ضمن فئة الخامسة والستون عاماً فما فوق. وتوزع التركيب الجنسي للسكان بنسبة 45.5% ذكور و54.5% إناث.

## وصلات خارجية
- www.MontezumaKS.us
- The US50 - Cities and Towns in Kansas State